# بلینگ ۷۳۷۰۳
سیارک ۷۳۷۰۳ (به انگلیسی: 73703 Billings، نامگذاری:1991TL15) هفتاد و سه هزار و هفتصد و سومین سیارک کشف شده‌است که در ۶ اکتبر ۱۹۹۱ کشف شد.